# お六櫛
お六櫛（おろくぐし）とは、長野県木曽郡木祖村薮原で生産される長野県知事指定の伝統工芸品。梳き櫛・解かし櫛・挿し櫛・鬢掻き櫛などがある。

## 歴史
お六櫛の始まりについては、次のような伝説がある。
持病の頭痛に悩んでいた村娘お六が、治癒を祈って御嶽山に願いをかけたところ、ミネバリで櫛を作り、髪をとかしなさいというお告げを受けた。お告げのとおりに櫛を作り髪を梳いたところ、これが治った。ミネバリの櫛の名は広まり、享保の頃になると、中山道藪原宿の名物として作られるようになった。
太田蜀山人『壬戌紀行』（1802年（享和2年））や山東京伝『於六櫛木曽仇討』（1807年（文化4年））にその名が見られるなど、江戸時代から知名度は高かった。弘化年間には、藪原宿の78％の家が櫛に関する仕事に就いていた。
1982年10月21日、長野県知事伝統的工芸品に指定。2016年4月25日、文化庁日本遺産に認定。
木祖村郷土館で関連資料を見学できるほか、地元商店で購入可能である。

## 原材料
お六櫛の主要な原材料はカバノキ科のミネバリやイスである。ミネバリは硬いだけでなく粘りがあり、狂いも出ないことから、最適の素材とされる。イスは耐朽性に優れて割れにくく、肌目は極めて緻密で表面仕上がりは良好とされる。